# Набуль
Набуль (араб. نابل‎) - місто в Тунісі, центр однойменного вілаєту. Знаходиться на півострові Бон. Населення - 56 387 чол. (2004). 